# Grand Pavois de Paris
El Grand Pavois de París o Gran Pabellón de París es un vasto complejo inmobiliario en París, Francia.

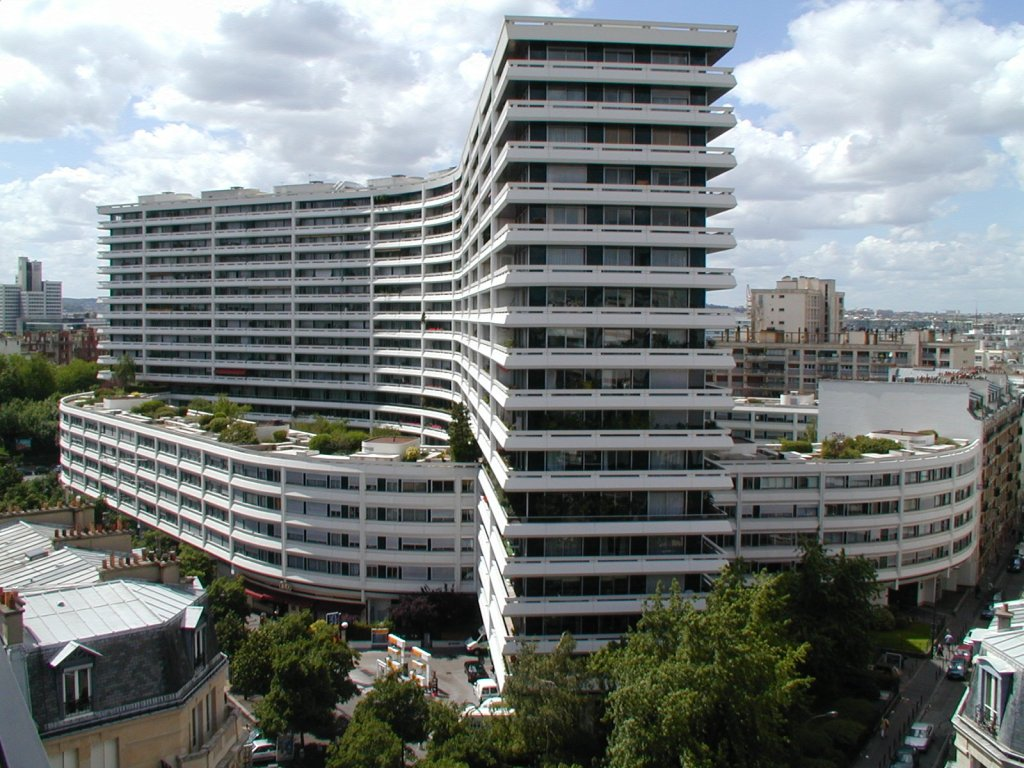
Pavois

## Ubicación y acceso
Es uno de los complejos inmobiliarios más grandes de París, que ocupa una manzana completa ubicada entre la rue Vasco-de-Gama, Lourmel, Lecourbe y Leblanc, en el 15.º distrito.
Este sitio está servido por las estaciones de metro Lourmel y Balard en la línea 8 y las estaciones de tranvía Balard y Desnouettes en la línea 3.

## Historia y descripción
Construido de 1969 a 1971 en dos etapas por los arquitectos Jean Fayeton (Jean-Louis Fayeton) y Michel Herbert para Cogedim, consta de dos edificios que se cruzan:
- uno de cuatro pisos, aproximadamente elíptico, interrumpido solo en la esquina Vasco-de-Gama / Lourmel por edificios más antiguos,
- el otro de 16 pisos, con forma de boomerang.

El edificio tiene varios jardines:
- un parque urbano central
- varios jardines decorativos fuera del edificio.

El edificio también alberga muchas tiendas (un supermercado, una tienda de costura, una farmacia, etc.), algunas de las cuales se distribuyen por una galería comercial en la planta baja, y muchas profesiones liberales. También albergó un cine homónimo hasta 2007.
La mayor parte del edificio está ocupada por unidades de vivienda, que suman más de 600. La fachada sureste del edificio de 16 pisos está completamente compuesta por balcones, que también equipan los hastiales norte y sur. Por su población y la variedad de servicios ofrecidos, el Grand Pavois puede considerarse como una ciudad en sí misma.
En 2021, el Grand Pavois es uno de los tres complejos que han sido objeto de una consulta en el marco del proyecto “Edificios para compartir” bajo los auspicios del Pavillon de l'Arsenal, que es un estudio prospectivo de la transformación del régimen de condominio en París.

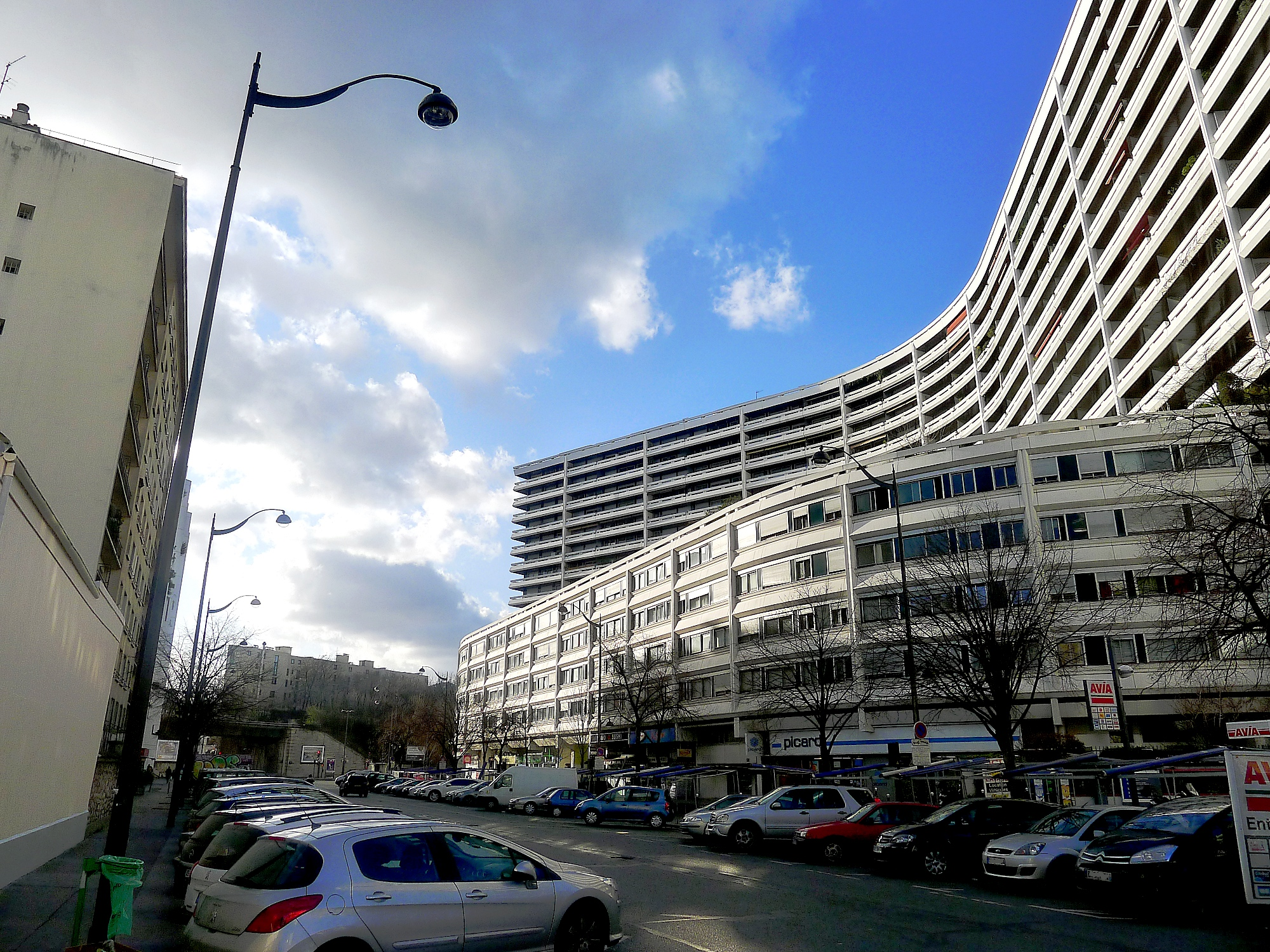
El Grand Pavois visto desde la place Robert-Guillemard
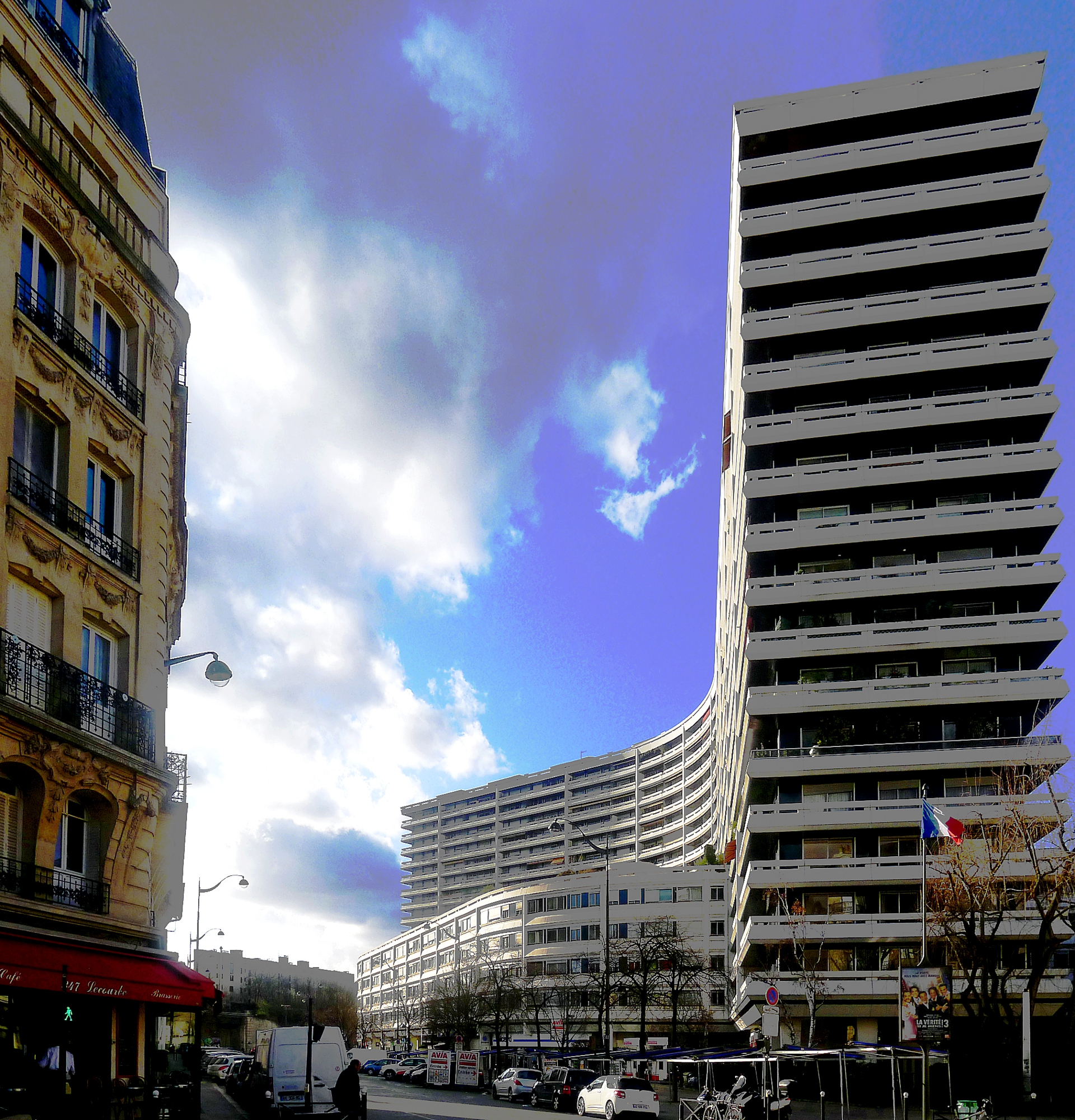
El Grand Pavois visto desde la rue Lecourbe

## Etimología
El nombre del complejo de apartamentos proviene de una palabra francesa relacionada con la navegación, "le pavois" es la parte del casco de un barco que está sobre la cubierta. El cine, Le Grand Pavois, que cerró en 2007, también nombró sus salas de proyección con nombres relacionados con la navegación: Bâbord (babor), Tribord (estribor), Vasco de Gama y Amirauté (Almirantazgo).